# Dohrniphora prescherweberae
Dohrniphora prescherweberae är en tvåvingeart som beskrevs av Liu 2001. Dohrniphora prescherweberae ingår i släktet Dohrniphora och familjen puckelflugor. Inga underarter finns listade i Catalogue of Life.